# Célula solar de puntos cuánticos

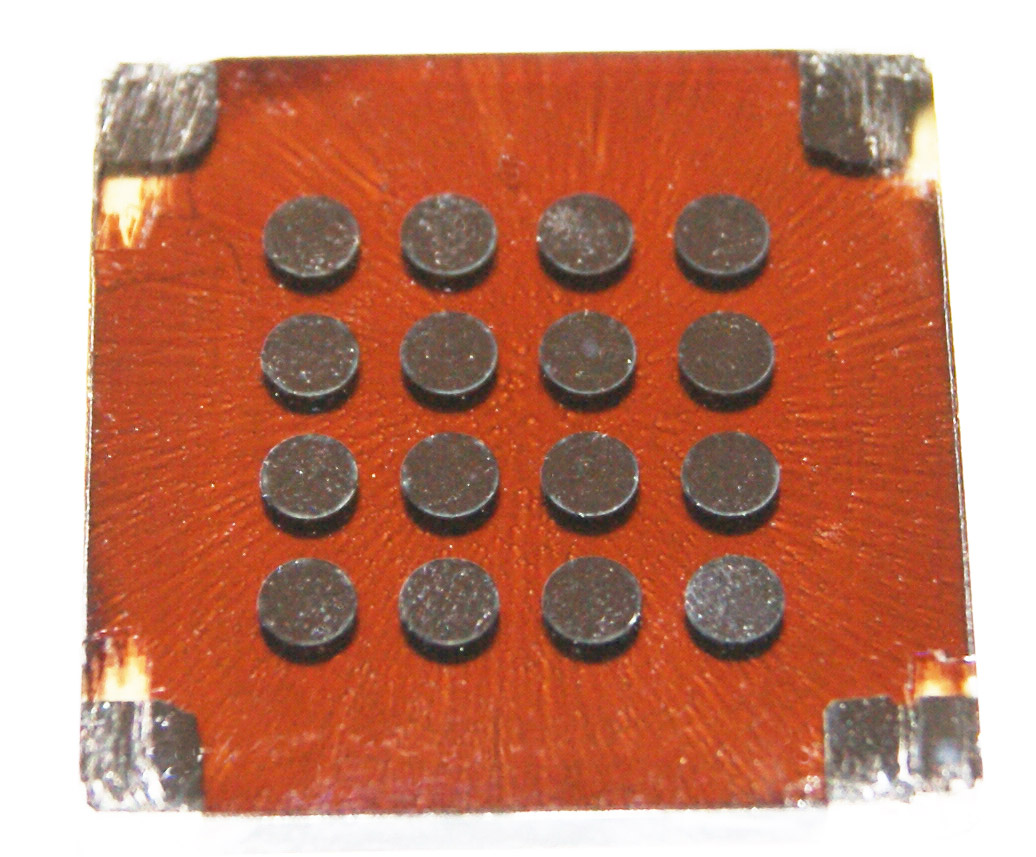
Células solares de puntos cuánticos de spin-fundido, construidas por el Grupo de Sargent en la Universidad de Toronto. Los discos de metal sobre la superficie frontal son las conexiones eléctricas de las capas inferiores.

La célula solare de puntos cuánticos es un campo emergente en las células solares de investigación, que utiliza puntos cuánticos como material fotovoltaico absorbente, en oposición a los materiales a granel tales como los mejor conocidos,  silicio, seleniuro de cobre e indio galio (CIGS) o de CdTe. Los puntos cuánticos tienen bandas prohibidas que son sintonizables en un amplio rango de niveles de energía, al cambiar el tamaño del punto cuántico. Esto contrasta con los materiales a granel (bulk), en donde el intervalo de banda es fijada por la elección de la composición del material. Esta propiedad hace a los puntos cuánticos atractivo para las células solares multiunión, donde se utilizan una variedad de diferentes materiales de banda prohibida para mejorar la eficiencia de la recolección de partes seleccionadas del espectro solar.